# Shunkun Tani
Shunkun Tani (谷 俊勲 Tani Shunkun?, Tokio, 11 de agosto de 1993) es un futbolista japonés que juega como guardameta en el Azul Claro Numazu.

## Trayectoria

### Clubes
| Club                           | País         | Año       |
| ------------------------------ | ------------ | --------- |
| Albirex Niigata Singapur       | Singapur     | 2016      |
| Estudiantes de Murcia          | España       | 2017-2018 |
| Briobecca Urayasu              | Japón        | 2018      |
| YSCC Yokohama                  | Japón        | 2019-2022 |
| Taichung Futuro F. C. (cedido) | China Taipéi | 2019      |
| Azul Claro Numazu              | Japón        | 2023-     |